# Organització d'Estats Iberoamericans per a l'Educació, la Ciència i la Cultura
L'Organització d'Estats Iberoamericans per a l'Educació, la Ciència i la Cultura o senzillament Organització d'Estats Iberoamericans (OEI) és una organització internacional que comprèn l'Amèrica Llatina, Espanya, Andorra i Portugal.